# أبواب غنجة الأثرية
ابواب غنجة الأثرية تحفة من الحرفية من 10 إلى ال11 قرون.

## التاريخ
في 1063، أبو الأسوار شاوور بن فضل بن محمد بن شداد، حاكم من سلالة الشداديون قرر بناء قلعة في محيط مدينة غنجا. أقيمت ست بوابات كبيرة في اتجاهات مختلفة من المدينة. بناء على الاوامر بنى السيد الأذربيجاني إبراهيم بن عثمان البوابات. كانت البوابات من الحديد مزخرفة من الخارج بزخارف وأنماط مختومة مصنوعة وفقًا لطريقة التقبيب.
احتوت الزخرفة على اسم السيد بالخط الكوفي وتاريخ اكتمال البوابة. كُتبت النقوش بالكوفية العربية على الباب : «بسم الله الرحمن الرحيم. معالي السيد شاور بن الفضل - ادامه الله - أمر ببناء هذا الباب بمساعدة أبو الفرج محمد بن عبد الله - وليحققه الله أيضاً. أعمال الحداد إبراهيم بن عثمان أنغويه. (1063)».     
في عام 1139 وقع زلزال قوي في غانجا ودمر المدينة كليا. كان الزلزال قويًا جدًا لدرجة أن قمة جبل كاباز إلى الجنوب الغربي من المدينة قد تصدع وسقط على نهر اغشو وخلق بحيرة غويغل وبحيرات صغيرة أخرى. استغل ملك جورجيا ديمتريوس الأول الزلزال لمهاجمة ونهب مدينة غانجا وسكانها العزل. وسرق البوابات واخذها عنوة كدليل على النصر.
تم نقل البوابات التي تزن عدة أطنان من قبل المواطنين الناجين من غانجا على ظهورهم. ولم يتبقى سوى نصف البوابة فقط. وضعت البوابة في جدار دير غيلاتي مقابل قبر الملك جورجي ديفيد الرابع.   اليوم، يتم تثبيت قسم من هذه البوابة على الجدار المواجه لقبر ديفيد الأول في ساحة الدير.   